# حسن أيوب (لاعب كرة قدم)
حسن أيوب (مواليد 4 أبريل 1967) هو مُدرب كرة قدم لبناني ولاعب سابق لعب في مركز قلب الدفاع.
لعب أيوب في الدوري اللبناني الممتاز لأندية النجمة والصفا والحكمة، وساعد أخاء أهلي عاليه على الفوز بدوري الدرجة الثانية اللبناني. كما لعب لمنتخب لبنان.

## مسيرته الكروية

### النجمة
بدأ أيوب لعب كرة القدم مع نادي النجمة عام 1976 وهو في التاسعة من عمره. ظهر لأول مرة مع الفريق الأول في أوائل الثمانينيات ضد التضامن بيروت، وسجل الهدف الوحيد في المباراة. ونظرًا لقلة وقت اللعب، انتقل إلى الصفاء عام 1986.

### الصفاء
بعد مساعدة الصفاء على الفوز بكأس الاتحاد اللبناني لكرة القدم في موسم 1986–87، وهو أول لقب كبير للنادي، شارك مع الفريق في كأس أبطال الأندية العربية عام 1986. بينما كان في البداية لاعب خط وسط لنادي الصفاء، نُقل إلى مركز قلب الدفاع.

### نهاية مسيرته
وفي عام 1996، انتقل أيوب إلى الحكمة بصفقة قيمتها 100 ألف دولار. انتقل إلى أولمبيك بيروت في مايو 2002؛ أنهى عقده بالتراضي بعد أربعة أشهر بسبب إصابة خطيرة. أنهى أيوب مسيرته الكروية في أخاء أهلي عاليه، مما ساعدهم على الفوز بالدرجة الثانية اللبنانية في 2002–03.

## مسيرته الدولية
بعد أن مثل لبنان دوليًا في مستويات أقل من 20 عامًا وتحت 23 عامًا، شارك أيوب مع المنتخب الأول في تصفيات كأس العالم لكرة القدم عامي 1994 و1998.

## مسيرته التدريبية
وبعد اعتزاله كلاعب، أصبح أيوب مدربا. عمل ضمن الجهاز الفني لنادي النجمة والصفا والعهد، كما كان ضمن الجهاز الفني لمنتخب لبنان عام 2010. عمل أيوب أيضًا كمحلل رياضي لقناة الكأس القطرية، وكمصرفي في بنك بيروت.

## الحياة الشخصية
لأيوب وزوجته ولدان: سليم وكريم. كما لعب شقيقه محمد أيوب كرة القدم كحارس مرمى.

## الإنجازات
الصفا
- كأس الاتحاد اللبناني : 1986–87؛ المركز الثاني: 1989–90، 1990–91، 1994–95

الحكمة
- الدوري اللبناني الدرجة الثانية : 1998–99
- الدوري اللبناني الممتاز : 2001–02

أولمبيك بيروت
- الدوري اللبناني الممتاز: 2002–03
- كأس الاتحاد اللبناني: 2002–03

أخاء أهلي عاليه
- الدوري اللبناني الدرجة الثانية: 2002–03